# キャくれ家
『キャくれ家』（キャくれが）は、一部テレビ朝日系列局で放送されていた朝日放送制作のトークバラエティ番組。制作局の朝日放送では、2009年10月9日から2011年3月18日まで、毎月第2金曜日25:34 - 26:04（JST）に放送。全18回。
キャイ〜ンの関西初となる冠番組。姉妹番組に『キャくらん』がある。

## 概要
キャイ〜ンの隠れ家（略してキャくれ家）で毎月こっそり開かれるホームパーティに友達同士のゲストが遊びに来た、という設定でプレイベートで親交がある2組を招き交流録からエピソードトークを繰り広げる。間にフードコーディネーターのSHIORIがゲストに合わせた料理を作りもてなす。
番組内容の変遷
- 2010年7月（第10回）からは「キャくれ芸人 禁断のマル秘公開SP!」と題したシリーズ企画が始まった。

内容：メインゲストの芸人がプレゼンターとなって普段テレビでなかなか見られない芸人たちを紹介していく。
「芸能界に隠れてしまっている芸人」通称“キャくれ芸人”たちが超高感度巨大テレビに次々とキャッチされて登場、芸能界の生き残りとSHIORIの手料理を賭けてネタ見せバトルをするという設定。テレビ画面に見立てた舞台で順にネタを披露して番組エンディングでSHIORIからキャくれ芸人ナンバーワンに選ばれた芸人だけが彼女の手料理を食べられる。
- 2011年3月（最終回）は「永久保存版!! キャくれ芸人の本当にキャくれちゃった芸スペシャル」と題して、キャくれ家を訪れた総勢37組のキャくれ芸人が披露したネタのいくつかのうち放送時間その他諸事情により放送されなかったネタを一挙公開するという企画がおこなわれた。

このうち「魔の時間」と名付けられたパートで登場した“くらげライダー”と“ワルステルダム”は、前回出演時にネタが全カットされていたため今回が初公開となった。
マンスリーウドガール
水着姿のグラビアアイドルが月替わりで登場。ミニコーナー「ウドガールのキャクレ情報!」で最新の娯楽情報を紹介する（インフォマーシャルにも出演）。

## 出演者

### MC
- キャイ〜ン（天野ひろゆき、ウド鈴木）
- SHIORI

### ゲスト
※大文字はメインゲスト。下段の小文字はキャくれ芸人。
| #  | 放送日         | ゲスト | ウドガール |
| -- | -------------- | --- | --- |
| 1  | 2009年10月9日  | はるな愛、ほっしゃん。 | 次原かな |
| 2  | 2009年11月13日 | 温水洋一、ケンドーコバヤシ | 愛衣 |
| 3  | 2009年12月11日 | 蛯原友里、滝沢沙織 | 野田彩加 |
| 4  | 2010年1月8日   | 東京03、ゆってぃ | 杉原杏璃 |
| 5  | 2010年2月12日  | PATA、ライセンス | 辰巳奈都子 |
| 6  | 2010年3月12日  | | 河中あい |
| 7  | 2010年4月9日   | ビビる大木、坂下千里子 | 河中あい |
| 8  | 2010年5月14日  | オードリー、島田秀平 | 守永真彩 |
| 9  | 2010年6月11日  | 宮澤ミシェル、播戸竜二、JOY 三瓶（特別ゲスト） | 守永真彩 |
| 10 | 2010年7月9日   | 水道橋博士 ガンビーノ小林、友野英俊、殿方充、マキタスポーツ                                                                                          | 気谷ゆみか |
| 11 | 2010年8月13日  | 世界のナベアツ Bコースハブ、山田カントリー レイザーラモンHG、ハリウッドザコシショウ                                                                  | 森はるか |
| 12 | 2010年9月10日  | 関根勤 ブロッケン、新宿カウボーイ、イワイガワ、ジャングルポケット                                                                                    | KONAN |
| 13 | 2010年10月8日  | バカリズム インポッシブル、渡辺ラオウ、鬼ヶ島、ダムダムおじさん                                                                                      | 村上友梨 |
| 14 | 2010年11月12日 | 上島竜兵 火災報知器、乾き亭げそ太郎、藤井ペイジ、くらげライダー                                                                                      | 尾崎ナナ |
| 15 | 2010年12月10日 | 神奈月 花香芳秋、末吉くん、高円寺パルサー、麦芽 HEY!たくちゃん、GO!ピロミ、BBゴロー                                                                  | 葵ゆりか |
| 16 | 2011年1月14日  | ビビる大木 キャン×キャン、ミリオンズ、クールポコ 波田陽区、広海・深海                                                                                | 永作あいり |
| 17 | 2011年2月11日  | オアシズ アップルパイン、牧野ステテコ、みはる ピーナッツパン、ワルステルダム                                                                         | 高橋亜由美 |
| 18 | 2011年3月18日  | レイザーラモンRG、Bコースハブ、BBゴロー、末吉くん、高円寺パルサー マキタスポーツ、波田陽区、牧野ステテコ、渡辺ラオウ、くらげライダー、ワルステルダム | レイザーラモンRG、Bコースハブ、BBゴロー、末吉くん、高円寺パルサー マキタスポーツ、波田陽区、牧野ステテコ、渡辺ラオウ、くらげライダー、ワルステルダム |

## 放送局
- 新潟テレビ21 - #1,2,7,8（2010年2月24日、3月28日、6月19・21日）
- 長野朝日放送 - #1-5（2010年2月19日、3月5・12・19日、4月2日）
- 北陸朝日放送 - #1-3（2010年3月15・22・29日）
- 広島ホームテレビ - #1,2（2010年4月6・13日）
- 宮崎放送 - #2,4,5,8（2010年3月21日、5月15日、7月3日、8月14日）
- 熊本朝日放送 - #1,2（2010年5月29日、7月10日）
- 琉球朝日放送 - #1,2,4（2010年1月9・23日、5月8日）

## キャくらん
『キャくらん』は、朝日放送で2009年10月9日から2011年4月1日まで毎週金曜日24:19 - 24:24に放送されていたミニ番組。出演者は『キャくれ家』と同じくキャイ〜ン、SHIORI、ウドガール。全72回。
放送内容
毎回、MCの1人がオリジナルランキングを発表するコーナーと、ウドガールによる「ウドガールのキャクレ情報!」の2本立て。
- 2010年7月からはランキング発表に替わって『キャくれ家』サブゲストの“キャくれ芸人”（前述）によるネタ披露となった。

## スタッフ
- ナレーター：服部伴蔵門
- 構成：興津豪乃、鹿谷忠弘
- スタジオ技術：ニユーテレス
- 技術プロデュース：深谷高史
- SW：木俣希
- CAM：上田執行
- VE：原啓教、齊藤雄一
- AUD：片山勇
- LD：長谷川英樹（プログレッソ）
- 美術：森健彦
- 装飾：高田修司
- EED：千田稔
- MA：安河内隆文
- 音効：大山豊、大庭望
- CG：浜根玲奈（teevee graphics,inc）
- ヘアメイク：坂本弥生
- 番宣：阪本美鈴（ABC）
- AD：渡辺深浪（ユーコム）
- ディレクター：神原洋一（ユーコム）、大野寿之
- 演出：津田克久（ユーコム）、酒井隆茂
- プロデューサー：小田部拓・高谷充重・寺尾光洋（ABC）、小林大剛（ユーコム）
- 協力：STUDIOピア
- 美術協力：フジアール、IKEA、magma、acco
- 技術協力：CC Factory、SPOT
- 製作：ABC、ユーコム